# موریس آندره
موریس آندره (فرانسوی: Maurice André‎؛ ۲۱ مهٔ ۱۹۳۳ – ۲۵ فوریهٔ ۲۰۱۲) موسیقی‌دان، نوازندهٔ ترومپت و مدرس موسیقی اهل فرانسه بود.
او نوآوری‌های فراوانی برای ساز ترومپت به ارمغان آورد و در اشتهار و محبوب ساختن این ساز نقش مهمی داشت.
وی همچنین برندهٔ جوایزی همچون رقابت بین‌المللی موسیقی ژنو و شوالیهٔ لژیون دونور شده‌است.